# Queenstown, Nya Zeeland
Queenstown är en turistort belägen i regionen Otago på den sydvästra delen av Sydön i Nya Zeeland. Staden har ungefär 16 600 invånare (2011), en ökning från 9 251 invånare år 2006. I dag är staden bland annat känd som en plats med flera äventyrsattraktioner, och det var här man började hoppa bungyjump kommersiellt.
Queenstown sträcker sig runt en vik kallad Queenstown Bay vid Wakatipu, en lång Z-formad sjö formad av erosion från glaciär som omringas av flera imponerande bergstoppar såsom Ben Lomond, Walter Peak, Cecil Peak och Remarkables.
Några av de närliggande städerna inkluderar Wanaka, Alexandra, Arrowtown och Cromwell. De närmsta större städerna är Dunedin och Invercargill.

## Bilder

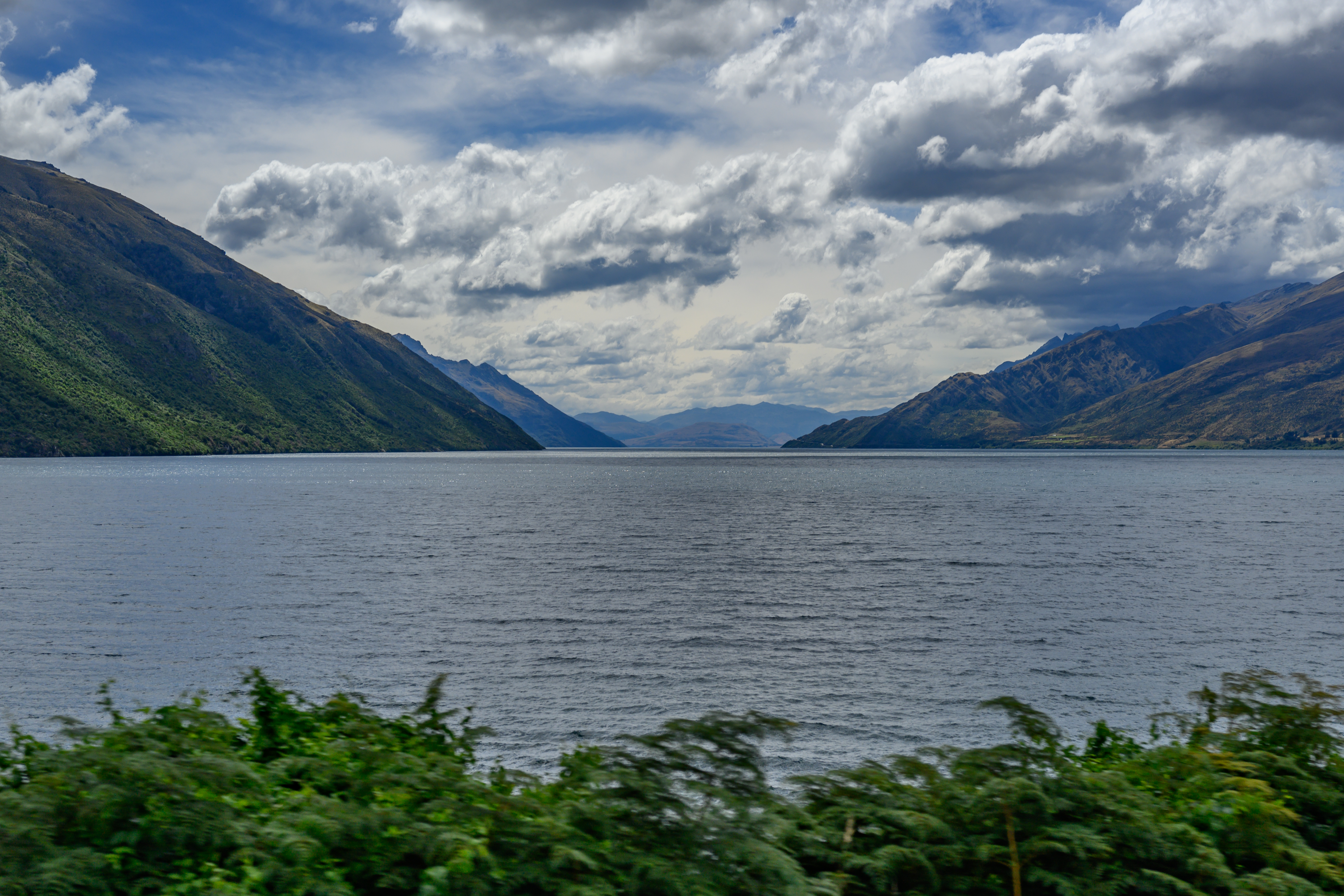
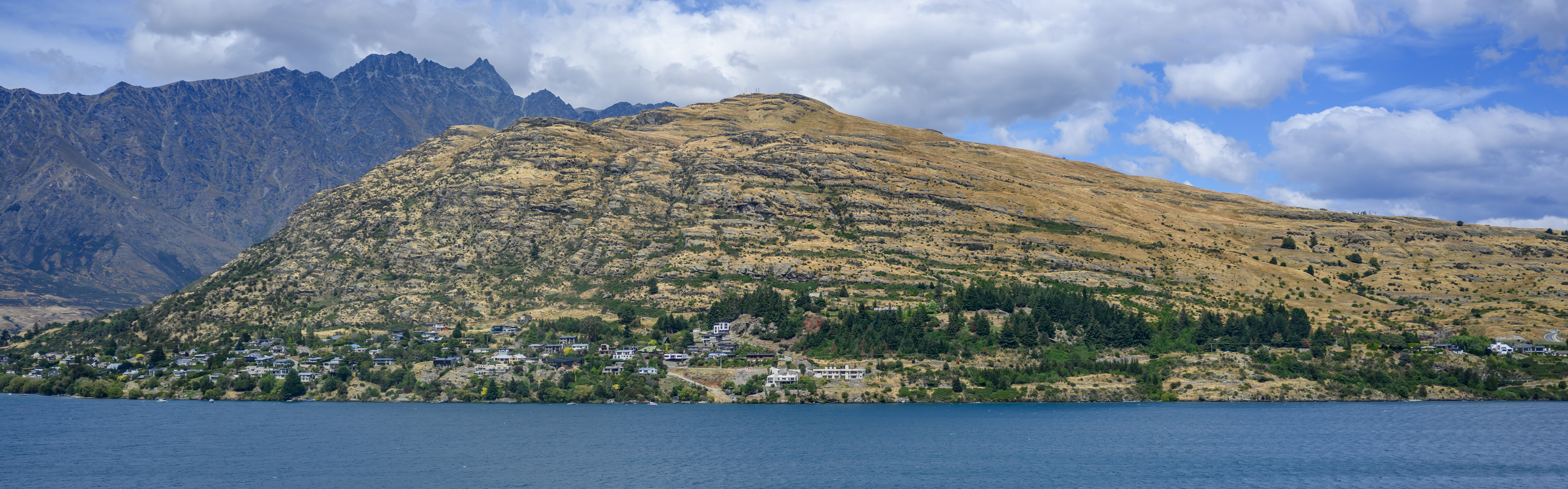
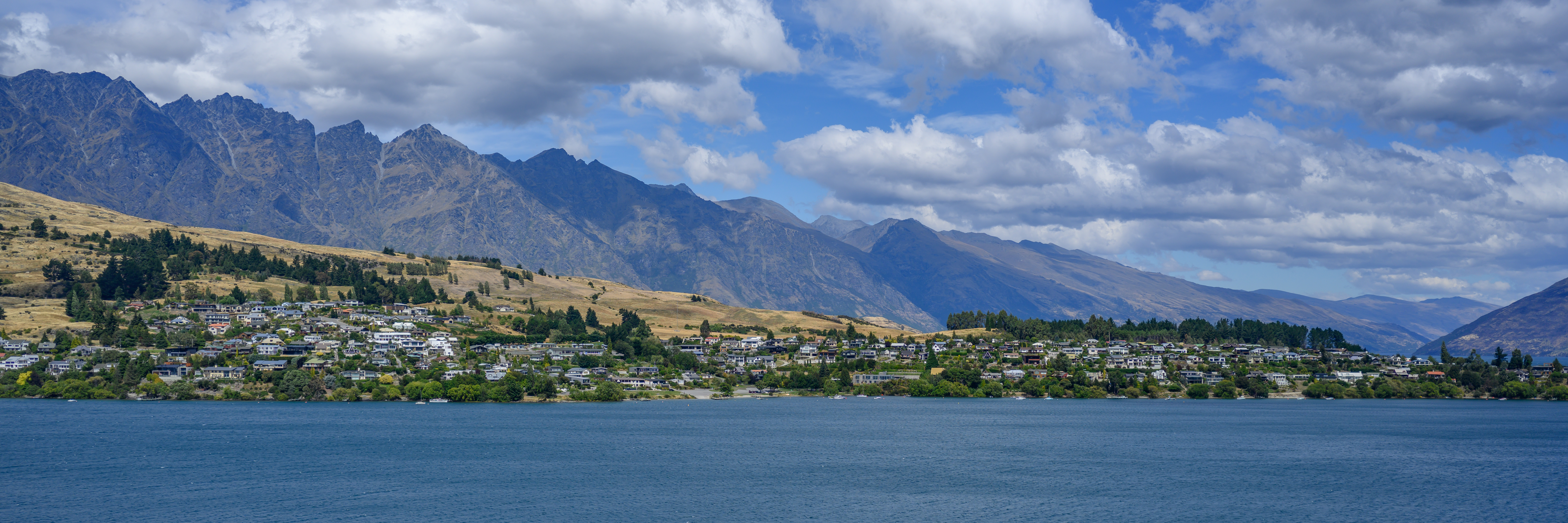
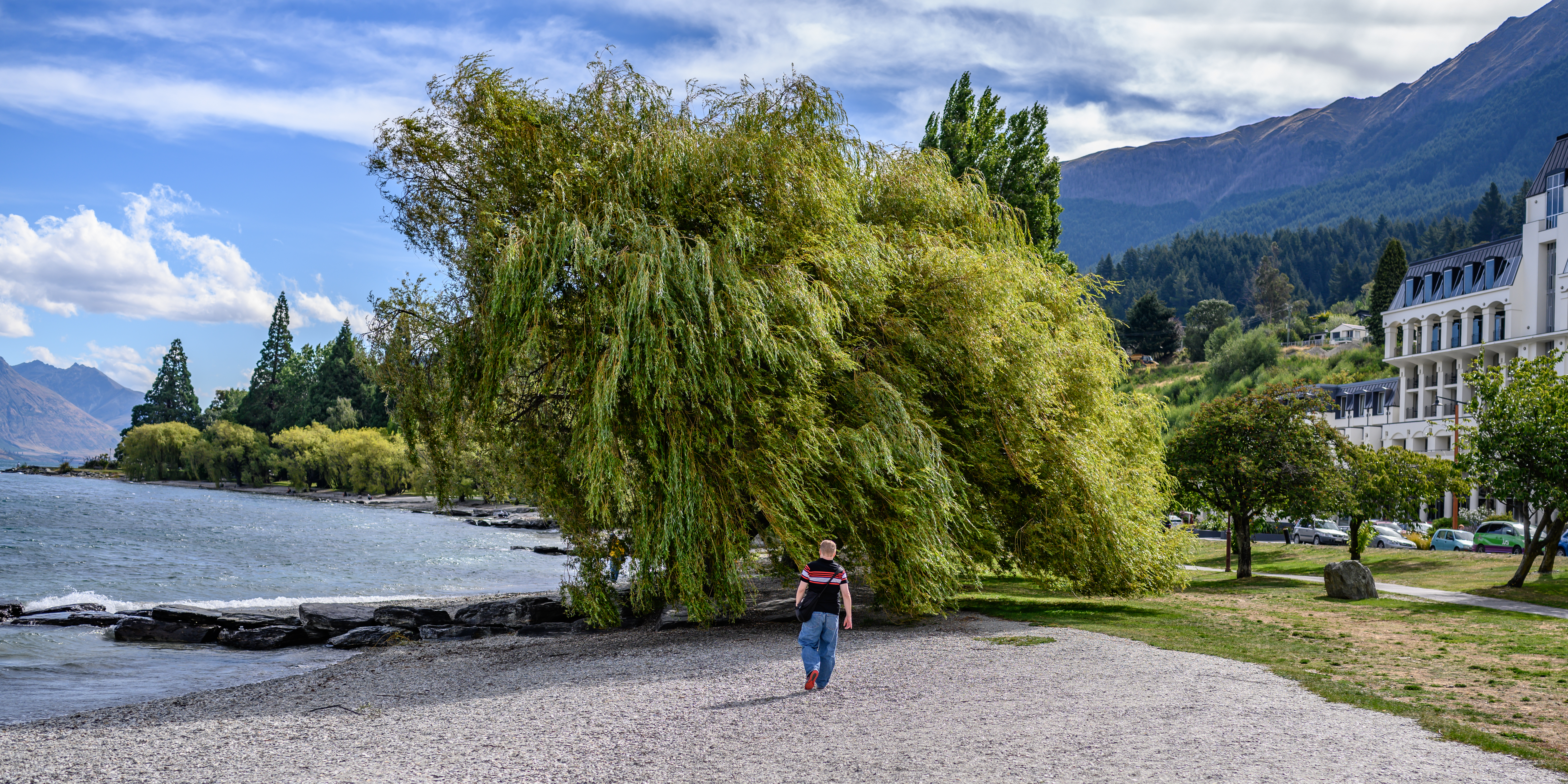
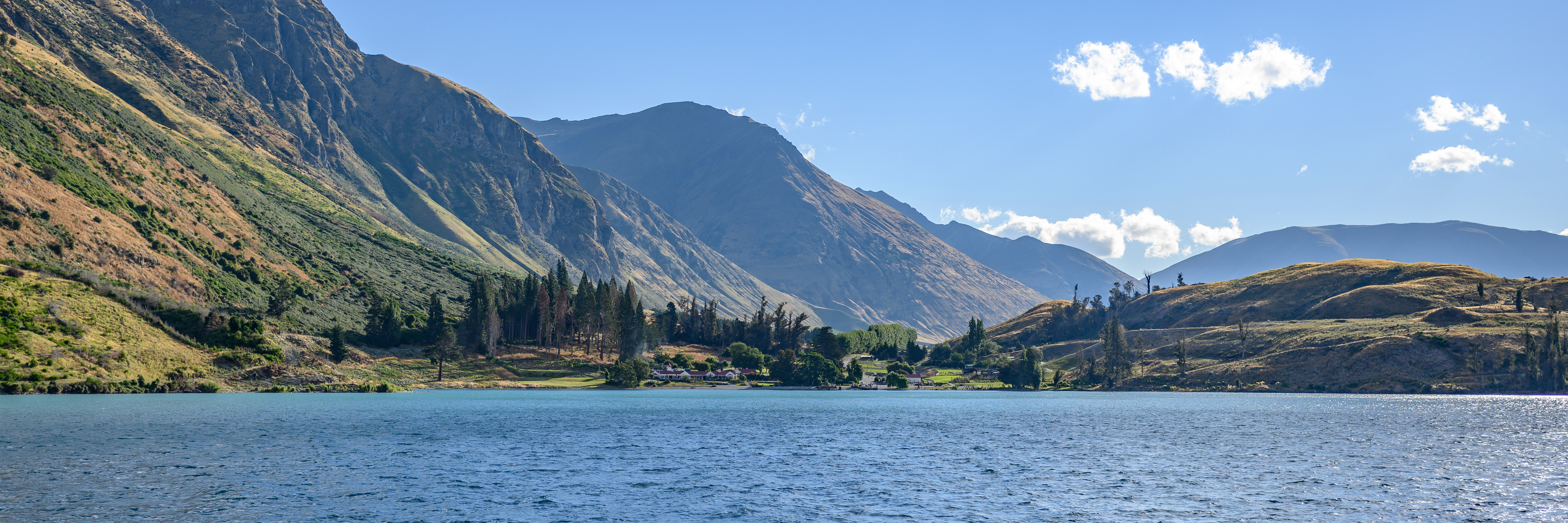
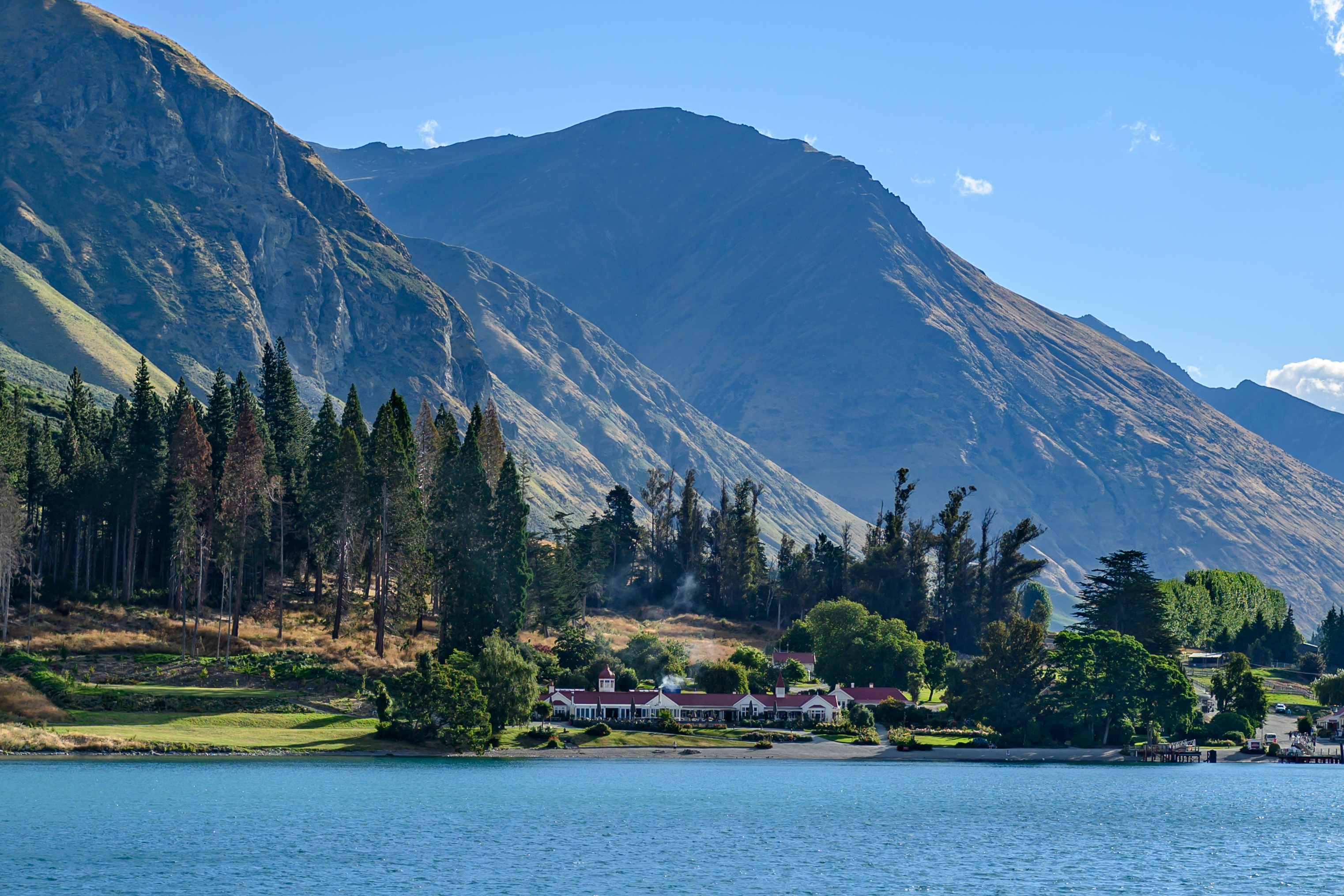
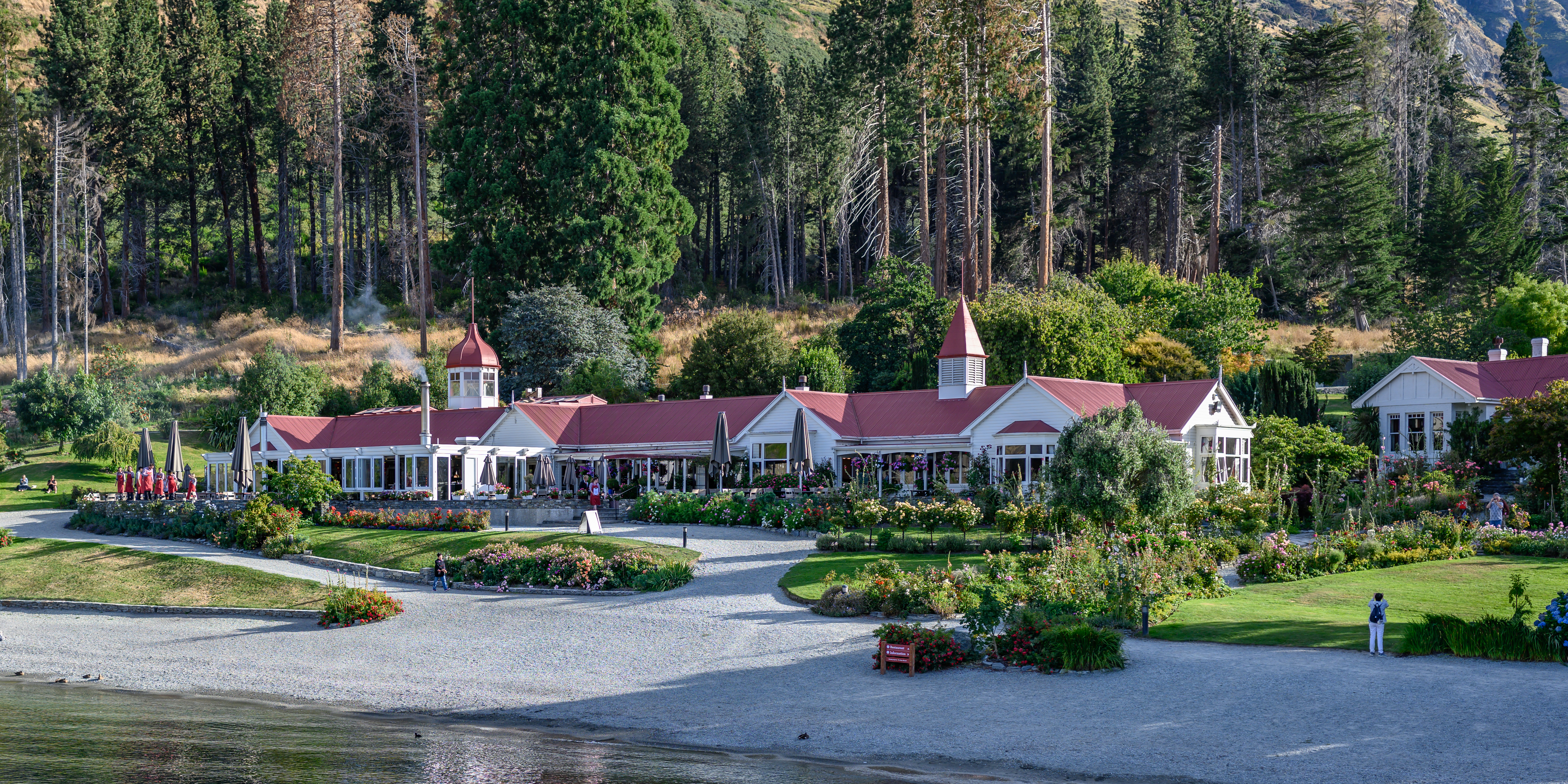
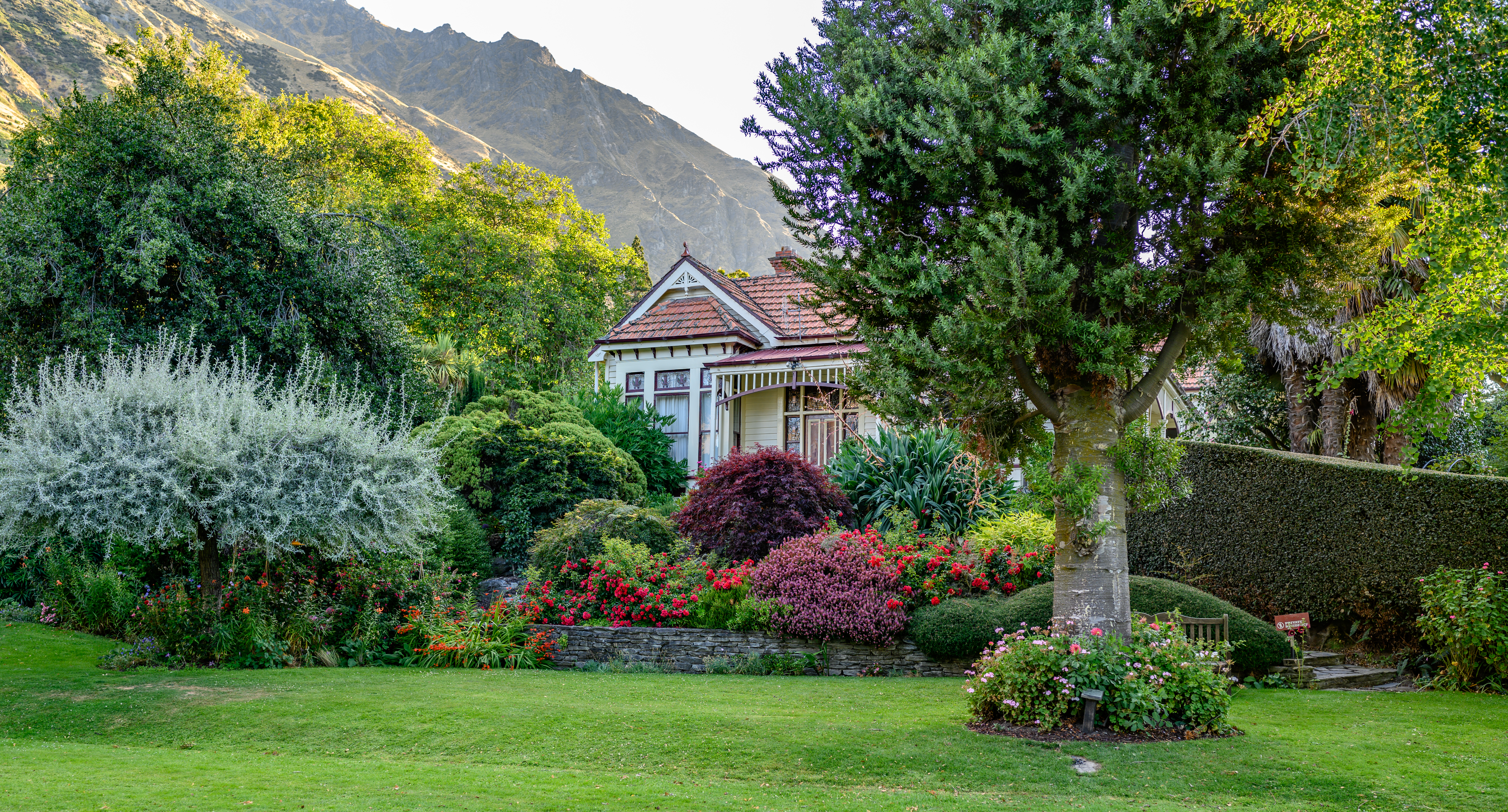
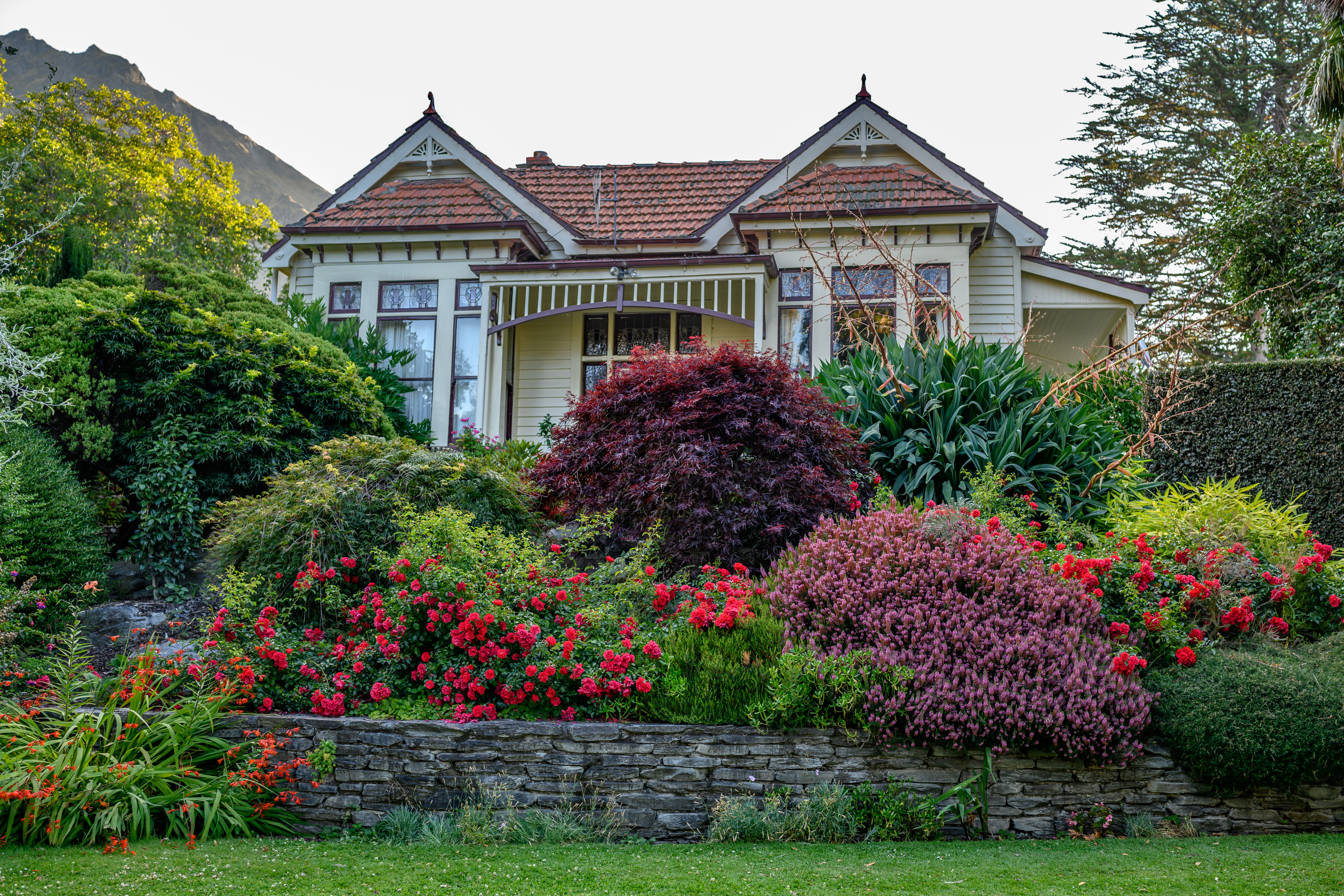
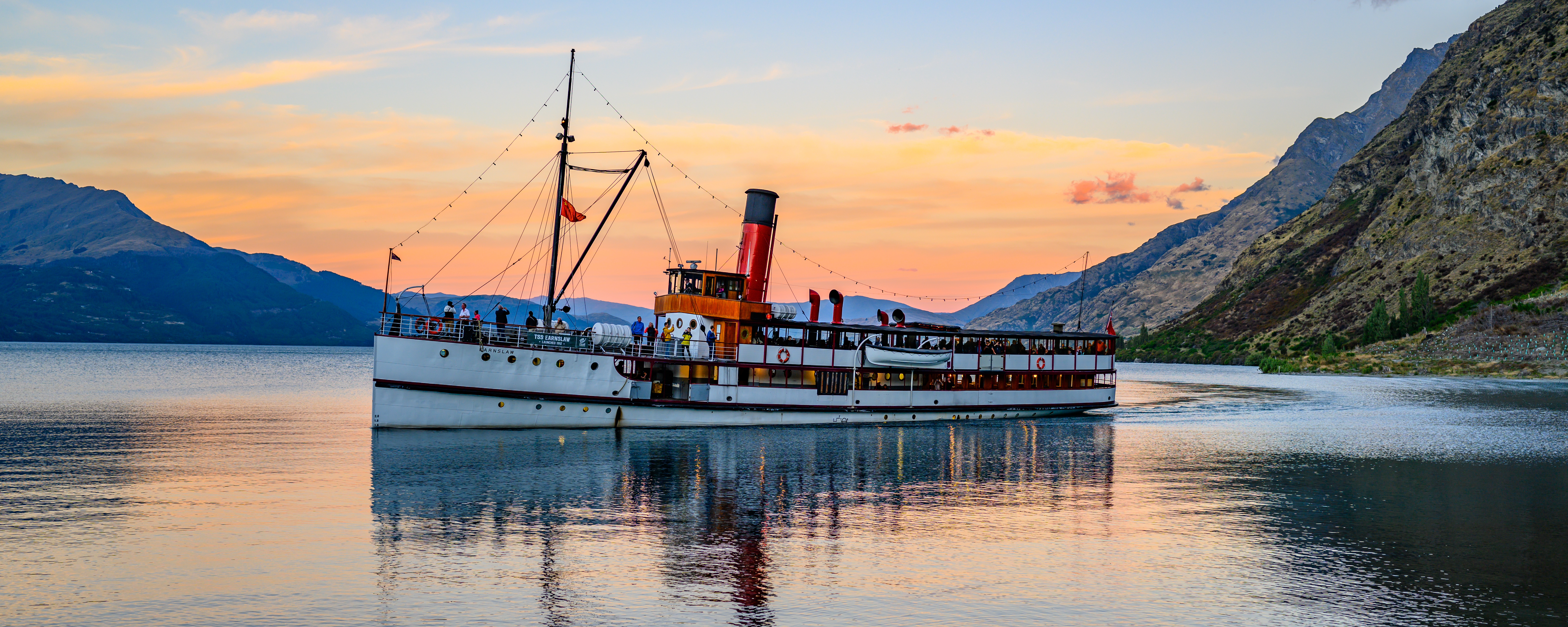
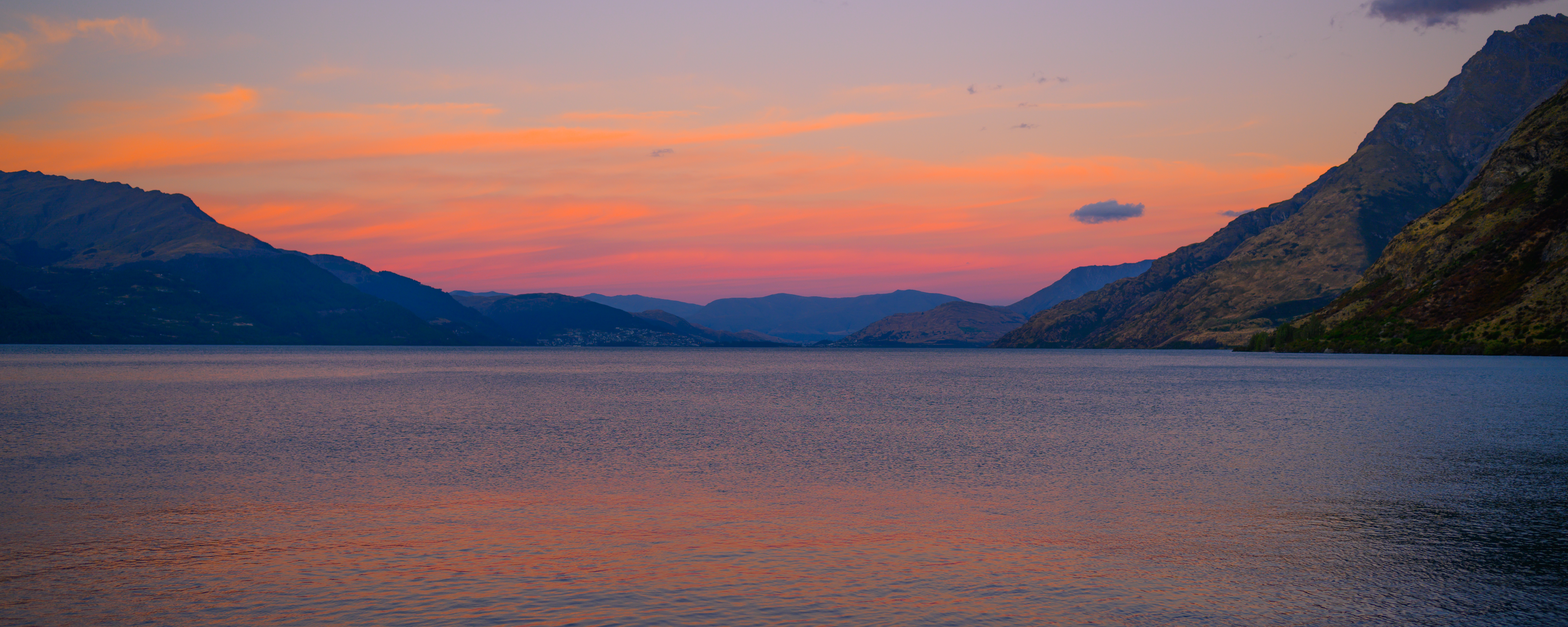

### Fotnoter
1. ↑  Hannah Sjöström (19 november 2001). ”Svenska skadad i äventyrsraket på Nya Zeeland” (på svenska). Aftonbladet. https://www.aftonbladet.se/nyheter/a/1kORXB/svenska-skadad-i-aventyrsraket-pa-nya-zeeland. Läst 21 september 2019.